# Astyanax megaspilura
Astyanax megaspilura är en fiskart som beskrevs av Fowler, 1944. Astyanax megaspilura ingår i släktet Astyanax och familjen Characidae. Inga underarter finns listade.